# John William Moore
John William Moore ( * 1901 - 1990 ) fue un botánico, y pteridólogo estadounidense, que realizó actividades académicas en el Departamento de Botanáica, de la Universidad de Minnesota.

## Algunas publicaciones
- ----. 1934.  Taxonomic studies of Raiatean plants. Ed. The Museum

### Libros
- ----. 1926.  A contribution to the knowledge of the flora of South Dakota: with special reference to additions ... Ed. Univ. of Minnesota. 140 pp.
- ----. 1940.  New species of Dicotyledonous Spermatophytes from Tahiti. Ed. Bernice P. Bishop Museum. 24 pp.
- rolla milton Tryon. 1946.  A preliminary check list of the flowering plants, ferns and fern allies of Minnesota. Ed. Dept. of Botany, University of Minnesota. 198 pp.
- ----. 1953.  Notes on Raiatean flowering plants: with description of new species and varieties. Ed. Bernice P. Bishop Museum. 36 pp.
- ----. 1968.  A provisional list of the flowering plants, ferns and fern allies of Houston County, Minnesota. Ed. Dept. of Botany, University of Minnesota. 44 pp.
- ----. 1971.  New and critical plants from Raiatea. Vol. 102 de (Bernice P. Bishop Museum. Bulletin); Nº 102. Ed. Kraus Reprint. 53 pp.
- ----. 1972.  A check list of the spring, summer and fall flowering plants, ferns and fern allies of Sherburne National Wildlife Refuge, Sherburne County Minnesota. 36 pp.

- La abreviatura «J.W.Moore» se emplea para indicar a John William Moore como autoridad en la descripción y clasificación científica de los vegetales.[1]

- «John William Moore». Índice Internacional de Nombres de las Plantas (IPNI). Real Jardín Botánico de Kew, Herbario de la Universidad de Harvard y Herbario nacional Australiano (eds.).
- Wikispecies tiene un artículo sobre John William Moore.

- Datos: Q5933704
- Especies: John William Moore

1. ↑  Todos los géneros y especies descritos por este autor en IPNI.